# Мотылёк (фильм, 2017)
«Мотылёк» (фр. Papillon) — криминальная драма режиссёра Михаэля Ноера, экранизация одноимённого автобиографического романа бывшего заключённого Анри Шарьера. Премьера картины состоялась 7 сентября 2017 года.

Впервые роман Шарьера был экранизирован режиссёром Франклином Шеффнером за 44 года до того, и нередко работу Ноера определяют как ремейк одноимённого фильма 1973 года. Однако против такой трактовки возражают авторы киноверсии-2017, в частности исполнитель заглавной роли английский актёр Чарли Ханнэм:
«Мы не снимали ремейк, это просто бессмысленно; первый фильм — отдельное самостоятельное произведение искусства. Мы же больше ориентировались не на фильм, а на литературное произведение».

## Сюжет
Жан-Батист Анри Шарьер, известный как "Мотылёк", ошибочно осуждён за убийство в 1933 году и отправлен на каторгу во Французскую Гвиану. В лагере он завязывает дружбу с Луи Дега, фальшивомонетчиком. Вместе они несколько раз пытаются бежать, столкнувшись с тяжёлыми условиями тюремной жизни.
После неудачного побега Шарьер на два года отправляется в камеру одиночного заключения, но не предает Дега. После возвращения в общий барак он организует новую попытку побега с участием других заключённых. 
После повторной поимки Шарьера отправляют в камеру одиночного заключения уже на пять лет, а после -  в заключение на Остров Дьявола, где он снова встречает Дега.
Шарьер уговаривает Дега присоединиться к нему в последнем побеге. Они строят плот из кокосовых оболочек, но в последний момент Дега отказывается бежать, считая, что его место на острове, а Шарьера - на свободе. Шарьер прощается с Дега и прыгает в море.
1969 год - постаревший Шарьер прилетает во Францию для публикации своих мемуаров. Рассказчик сообщает, что автобиография Шарьера стала бестселлером у него на родине и была переведена на 30 языков. Сам он провёл оставшиеся годы на свободе, а тюрьма, где он отбывал наказание, была закрыта еще при его жизни.

## В ролях
| Актёр                | Роль                          |
| -------------------- | ----------------------------- |
| Чарли Ханнэм         | Мотылёк Анри Шарьер           |
| Рами Малек           | Луи Дега                      |
| Роланд Мюллер        | Селье                         |
| Томми Флэнаган       | Маскед Бретон                 |
| Ив Хьюсон            | Ненетта                       |
| Майкл Сока           | Жюло                          |
| Йен Битти            | Туссен Корсиканец             |
| Йорик ван Вагенинген | Начальник тюрьмы Барро        |
| Никола Кент          | Заместитель начальника тюрьмы |
| Петар Чирица         | Абда                          |
| Решад Стрик          | Один из охранников тюрьмы     |